# Agathokleia (Königin)

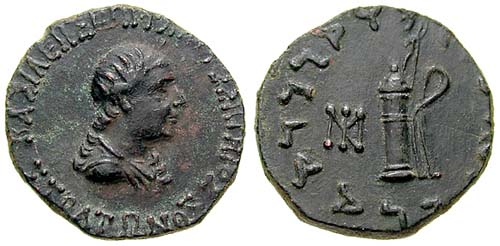
Münze mit Büste der Agathokleia, die Aufschrift nennt Straton I. von Punjab

Agathokleia (altgriechisch Αγαθοκλεία) war eine indo-griechische Königin. Ihre Einordnung und Stellung werden in der Forschung kontrovers diskutiert. Sie ist nur von Münzen bekannt, auf denen auch Straton I. erscheint.
Einige Münzen zeigen sie allein auf der einen und nennen Straton I. auf der anderen Seite, ohne dass er abgebildet wird. Sein Name ist in Kharoshthi geschrieben, während ihre Legenden griechisch sind. Hier trägt sie den Titel BASILISSES THEOTROPOU AGATHOKLEIAS („der gottgleichen Königin Agathokleia“). Diese Münzen sind nicht sehr zahlreich, so dass man annehmen kann, dass sie nicht lange regierte. Auf anderen Münzen dagegen erscheint ihr Bild im Profil zusammen mit dem von Straton I.
William Tarn sah in ihr die Gemahlin von Menandros I., die nach dessen Tod um 135 bis 125 v. Chr. regierte, als dessen rechtmäßiger Nachfolger Straton noch minderjährig war. Als ihr Sohn mündig wurde, übernahm er die Regierungsgeschäfte alleine. Abodh Narain vertritt dieselbe Interpretation der Belege. Andere Interpretationen gehen davon aus, dass sie später regierte und Gemahlin eines anderen Herrschers war, schließlich wurde sogar argumentiert, dass Straton I. ihr Gemahl und nicht ihr Sohn war.
Einige ihrer Münzen sind von Heliokles II. überprägt worden, der ihre Herrschaft wohl als unrechtmäßig ansah.